# Ryszard Sobiesiak
Ryszard Kazimierz Sobiesiak (ur. 22 lutego 1954 w Wierzbicach) – polski sportowiec i przedsiębiorca, piłkarz grający na pozycji obrońcy, obecnie biznesmen z branży hazardowej.

## Życiorys
Pochodzi z wielodzietnej rodziny rolniczej. Ukończył Liceum Ekonomiczne w Świdnicy i studia na Akademii Wychowania Fizycznego we Wrocławiu (dyplom w 1978). Jest wychowankiem Polonii Świdnica, występował również w drużynie Pafawagu Wrocław, skąd w 1977 przeszedł do pierwszoligowego Śląska Wrocław. W barwach klubu z Wrocławia rozegrał 157 spotkań, był podstawowym zawodnikiem drużyny. W sezonie 1981/82 zdobył, wraz z drużyną, wicemistrzostwo Polski (zamiast oczekiwanego mistrzostwa) wskutek meczu, którego okoliczności przez wiele lat pozostawały niejasne. W 1983 uzyskał zgodę na wyjazd za granicę. Występował w drużynach austriackich. Karierę piłkarską zakończył w latach 80.
Od 1991 do 2000 był dyrektorem Kasyna w Hotelu Centrum w Łodzi. W 1993 został właścicielem wrocławskiego Casino Polonia. Od 2005 jest prezesem zarządu firmy Winterpol spółka z o.o. z siedzibą w Zieleńcu. Posiada dom na Florydzie.
W październiku 2009 został skazany na 10 miesięcy więzienia w zawieszeniu (na 2 lata) i 2 tys. zł grzywny przez Sąd Okręgowy we Wrocławiu za korupcję urzędnika Wrocławskiej Agencji Rozwoju Regionalnego w sprawie dotacji unijnej dla Winterpolu.

## Afera hazardowa
11 lutego 2010 zeznawał przed komisją hazardową w związku z tzw. aferą hazardową, a 16 lutego 2010 przed tą samą komisją zeznawała jego córka Magdalena.

## Afera „wyciągowa”
Dnia 5 października 2010, kontrola przeprowadzona przez NIK w Regionalnej Dyrekcji Lasów Państwowych we Wrocławiu potwierdziła, iż jej szefostwo wiedziało, o rozpoczęciu przez firmę Ryszarda Sobiesiaka we wrześniu 2008 roku bezprawnej wycinki chronionego prawem lasu pod budowę jego wyciągu narciarskiego w Zieleńcu. Wycięty las był częścią Obszaru chronionego krajobrazu „Góry Bystrzyckie i Orlickie”.
Firma Sobiesiaków Winterpol samowolnie rozpoczęła wyręb 0,43 ha drzewostanu na terenie Nadleśnictwa Zdroje na początku września 2008 roku, na 25 dni przed złożeniem odpowiednich dokumentów do RDLP. Winterpol wycinał las bez zgody Ministra Środowiska na odlesienie, zgoda taka została wydana dopiero 23 września. Postawiono również trzy betonowe słupy podtrzymujące wyciąg oraz górną stację kolejki zajmując 400 m² chronionej powierzchni. Wszystko to zdaniem NIK nie miało podstaw prawnych. Gdy wreszcie Sobiesiak dopełnił przewidzianych prawem formalności i gdy podpisano umowę dzierżawy gruntu, był już marzec 2009 r. Teoretycznie dopiero wiosną Winterpol mógł rozpocząć karczowanie terenu, a mimo tego Sobiesiakowie zarabiali na nielegalnym biznesie już od Wigilii 2008 roku.

## Życie prywatne
Ma trójkę dzieci: syna Marcina (ur. 1975) oraz bliźnięta – córkę Magdę i syna Marka (ur. 1978).